# Selago angustibractea
Selago angustibractea är en flenörtsväxtart som beskrevs av O.M. Hilliard. Selago angustibractea ingår i släktet Selago och familjen flenörtsväxter. Inga underarter finns listade i Catalogue of Life.